# Tartak tortur
Tartak Tortur (ang. The Miserable Mill) – powieść dla dzieci i czwarta z książek z Serii niefortunnych zdarzeń, napisanych przez Daniela Handlera pod pseudonimem Lemony Snicket. Sieroty Baudelaire mają zamieszkać z właścicielem tartaku, który zmusza ich do pracy razem z drwalami. Sytuacja pogarsza się, gdy pojawia się Hrabia Olaf w kolejnym przebraniu. 